# Шамалия
Шамалия (рум. Șamalia) — село в Кантемирском районе Молдавии. Относится к сёлам, не образующим коммуну.
С 1999 по 2002 входило в состав коммуны Вишнёвка.

## География
Село расположено на высоте 84 метров над уровнем моря.

## Население
По данным переписи населения 2004 года, в селе Шамалия проживает 1072 человека (534 мужчины, 538 женщин).
Этнический состав села:
| Национальность | Число жителей | Процентный состав |
| -------------- | ------------- | ----------------- |
| молдаване      | 1055          | 98.41             |
| украинцы       | 6             | 0.56              |
| гагаузы        | 5             | 0.47              |
| болгары        | 4             | 0.37              |
| русские        | 1             | 0.09              |
| румыны         | 1             | 0.09              |
| Всего          | 1072          | 100%              |